# Mercedes-Benz F200 Imagination
Mercedes-Benz F200 Imagination — концепт-кар, разработанный немецкой компанией Mercedes-Benz и представленный в 1996 году на Парижском автосалоне.

## История
Концепт-кар F200 Imagination продолжает традиции F-серии экспериментальных автомобилей компании Mercedes-Benz: F100 и спортивного C112 (1991 г.), за которыми последовал Vario Research Car (1995 г.). Он был представлен концерном Daimler AG в октябре 1996 года на Парижском автосалоне.
Основной целью научно-исследовательских работ стала разработка эргономичной концепции автомобиля с применением технологии Drive-by-Wire. Результатом совместных усилий инженеров и дизайнеров компании стало видение автомобиля будущего без классического рулевого управления и педалей, воплощённое в концепте F200 Imagination.

## Описание

### Экстерьер
Автомобиль представляет собой 4-местное 2-дверное купе со стеклянной крышей и дверями вида «крыло чайки». Кузов F200 Imagination обладает хорошей аэродинамикой, коэффициент аэродинамического сопротивления автомобиля (Сх) составляет 0,28.
Большой, расширенный кузов купе F200 Imagination предвосхитил основные конструктивные особенности CL-класса (С215 серия), что дебютировал в 1999 году. На автомобиль установили прозрачную крышу, позволившую освещать салон при помощи естественного дневного света. Нажатием специальной кнопки стекло можно затемнить, чтобы избежать чрезмерного нагрева внутренних элементов автомобиля.
Во внешности F200 многое необычно — выдвигающиеся вбок и поворачивающиеся вверх под углом в 30 градусов двери, практически полностью стеклянная крыша с изменяемой прозрачностью, поднимающаяся параллельно дороге крышка багажника. В то же время облик автомобиля нельзя назвать излишне футуристическим, как это бывает со многими концепт-карами. Дизайнеры Mercedes-Benz сумели сохранить определённую преемственность стиля, присущего автомобилям компании.
Панель приборов автомобиля представляет собой дисплей, растянувшийся на всю ширину салона.

### Система управления
В F200 Imagintaion инженеры Mercedes-Benz экспериментируют с новыми системами управления автомобилем. Здесь применяется технология «Drive-by-Wire» («вождение по проводам»). Функции рулевого колеса выполняют джойстики (Sidesticks), установленные на месте рычага коробки переключения передач и в дверях. Сигналы от них передаются исключительно в электронном виде соответствующим компонентам. Преимуществами данного подхода являются облегчение автомобиля за счёт отсутствия механических и гидравлических приводов, удобство посадки, бо́льшая травмобезопасность при фронтальном ударе, лёгкость перехода с левостороннего на правостороннее движение.
Для ускорения автомобиля водитель перемещает джойстик вперёд. Для перемещения по сторонами необходимо направить его вправо или влево. Для остановки транспортного средства джойстик тянется назад. В случае если водитель устал, он может переключить систему управления автомобилем на джойстики, установленные со стороны переднего пассажира.

### Двигатель
Автомобиль оборудован 6-литровым V-образным 12-цилиндровым четырёхтактным двигателем с искровым зажиганием мощностью в 290 кВт (394 л. с.) с электронной автоматической 5-скоростной КПП.

### Безопасность
Безопасность всегда была приоритетом компании Mercedes-Benz. На основании данных, полученных с большого числа различных датчиков, компьютер принимает решение о дальнейших действиях автомобиля. Он регулирует скорость вращения колёс при прохождении поворотов и подбирает подходящую скорость для езды по мокрой дороге. Система тесно взаимосвязана с технологией активной подвески Active Body Control (ABC). Даже в критических дорожных ситуациях электроника удерживает управление над автомобилем молниеносно вмешиваясь в регулирование силы торможения, направления движения, работу двигателя и контролирование шасси.
Система электронно управляемого заднего спойлера также повышает безопасность концепт-кара, устанавливая его в вертикальное положение в один миг для создания повышенного сопротивления воздуху с целью улучшения торможения и уменьшения тормозного пути.
Фары ближнего света F200 Imagination оснащены регулируемым распределением света. Они разбиты на модули по 6 отдельных отражателей в каждом, которые включаются и выключаются в зависимости от ситуации на дороге и скорости передвижения автомобиля. Это обеспечивает оптимальное освещения без ослепления водителей на встречной полосе движения. На поворотах свет следует за углом наклона колёс, установленным водителем, тем самым повышая безопасность при вождении в ночное время. На высоких скоростях активируется дополнительный рефлектор для улучшения освещённости проезжей части далеко впереди автомобиля.
Задние фонари выступают в 9 различных ролях: сигнал поворота, задний свет, задние противотуманные фонари, стоп-сигналы, фонарь заднего хода, задний и боковой отражатели, боковой габаритный свет и внешнее освещение.
На концепт-кар впервые были установлены оконные подушки (шторки) безопасности (англ. window airbag). Они значительно снижают риск получения травм головы при боковых ударах и опрокидывании. Поскольку F200 Imagination не оснащён рулевым колесом, вместо него на передней панели встроены дополнительные подушки безопасности.
Вместо обычных зеркал заднего вида инженеры Mercedes-Benz установили систему из 5 мини-видеокамер. Они постоянно следят за обстановкой по бокам и позади автомобиля. Одна из камер находится в заднем бампере и включается автоматически при движении задним ходом, передавая изображение на дисплей, расположенный на приборной панели.

## Технологические новшества
В рамках проекта F200 Imagination были разработаны или модернизированы следующие технологии и системы:
- Система головного освещения с изменяемым распределением — запущена в производство как би-ксеноновая система Intelligent Light System на Mercedes-Benz E-класс (W211).
- Активный контроль кузова (Active Body Control) — запущена в производство с 1999 года в C215 CL-класс.
- Оконные подушки (шторки) безопасности — запущено в производство в Mercedes-Benz E-класс (1998, W210)
- Вместо боковых зеркал — видеокамеры.
- Прозрачная панорамная крыша — запущена в производство в 2002 году в Maybach 62.
- Система распознавания голоса для управления мобильным телефоном — запущена в производство в 1996 году под именем LINGUATRONIC в Mercedes-Benz S-класс (W140).
- Поворотные двери в стиле «крыло чайки» — запущены в производство на автомобилях Mercedes-Benz SLR McLaren (2003, C199)

## В сувенирной и игровой индустрии
- Модель в масштабе 1:43 выпускается фирмой Spark[4].

## Галерея

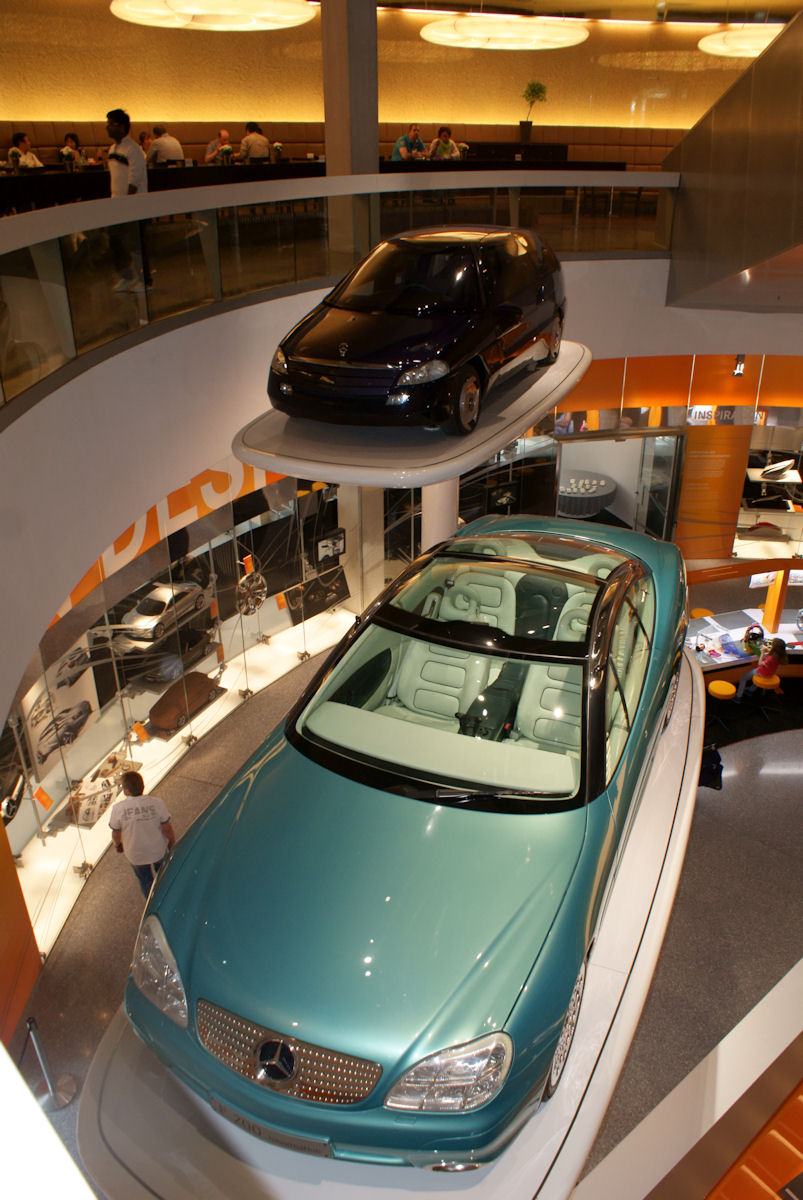
Вид спереди
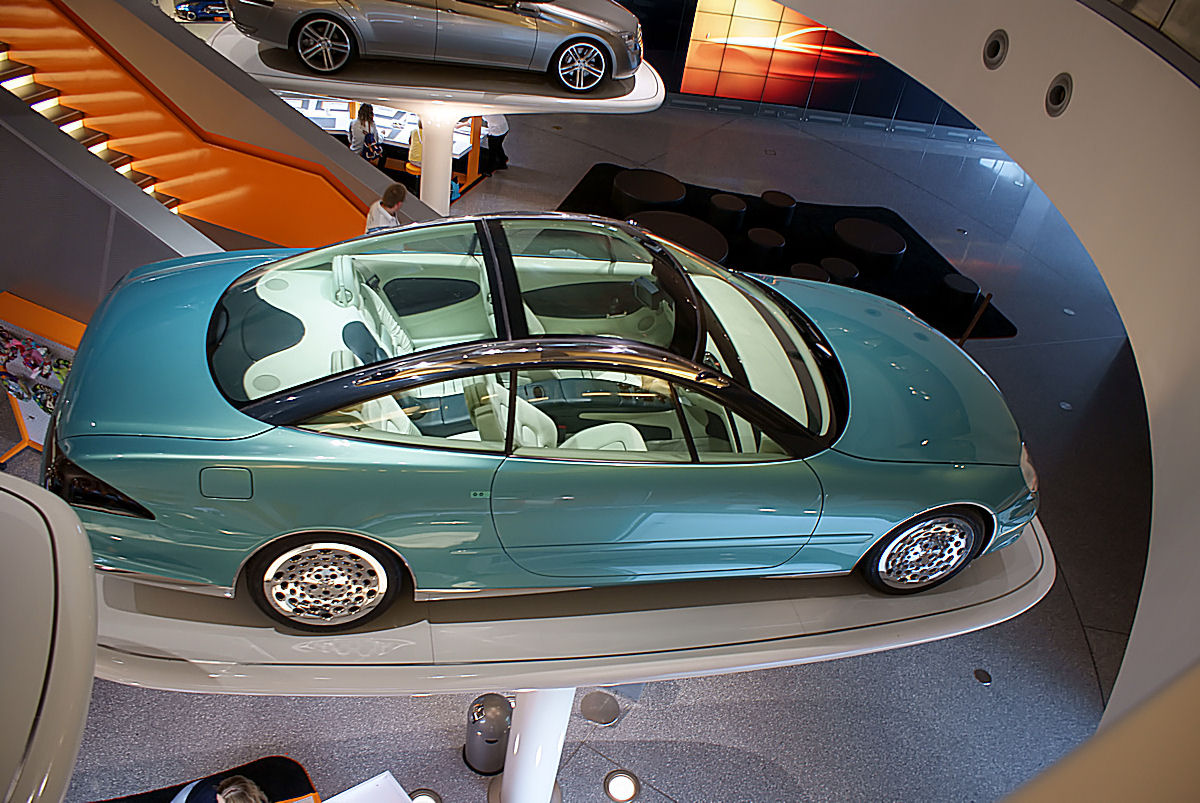
Вид сверху
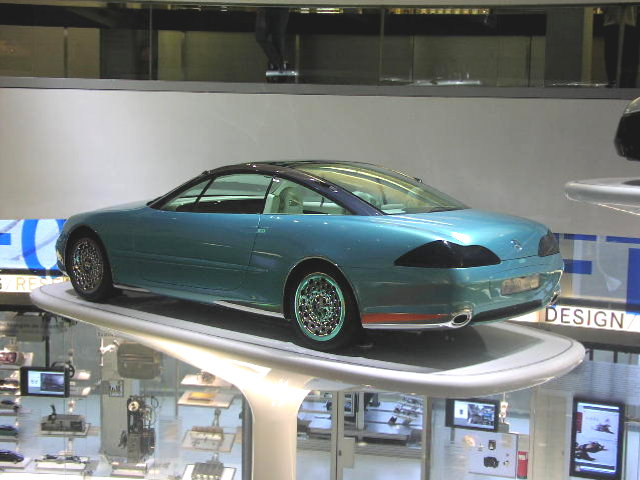
Вид сбоку